# Westlock
Westlock è un comune (town) del Canada, situato nella regione centrale dell'Alberta.